# Данкерк (Индијана)
Данкерк (енгл. Dunkirk) град је у америчкој савезној држави Индијана.

## Демографија
По попису из 2010. године број становника је 2.362, што је 284 (-10,7%) становника мање него 2000. године.
| Група             | 2000.         | 2010.         |
| Белци             | 2.588 (97,8%) | 2.306 (97,6%) |
| Афроамериканци    | 8 (0,3%)      | 8 (0,3%)      |
| Азијати           | 7 (0,3%)      | 1 (0,0%)      |
| Хиспаноамериканци | 17 (0,6%)     | 29 (1,2%)     |
| Укупно            | 2.646         | 2.362         |